# 馬馬卡廷 (紐約州)
馬馬卡廷（英語：Mamakating）是一個位於美國紐約州沙利文縣的鎮。

## 人口
根據2020年美國人口普查的數據，馬馬卡廷的面積為255.55平方千米，當中陸地面積為248.92平方千米，而水域面積為6.63平方千米。當地共有人口12655人，而人口密度為每平方千米50人。